# Le amanti del mostro
Le amanti del mostro è un film del 1974 diretto da Sergio Garrone. È un film horror fantascientifico prodotto in Italia, girato contemporaneamente a La mano che nutre la morte.

## Trama
Anijeska, erede dei Rassimov, si trasferisce con il marito, il dottor Alex Nijinski, nella magione del padre di lei. Nei sotterranei, il dottore scopre il laboratorio nel quale il defunto Rassimov compiva esperimenti per scoprire il segreto della vita e della morte e per creare la vita mediante macchine elettriche. Ben presto Alex viene colto da raptus omicidi che lo trasformano in un pazzo psicopatico che comincia a mietere vittime nelle campagne circostanti.

## Produzione
Girato da Sergio Garrone contemporaneamente al film La mano che nutre la morte, negli stessi luoghi e con quasi lo stesso cast, Le amanti del mostro, così come il precedente, fu oggetto di numerose traversie produttive: ad un certo punto la lavorazione del film fu interrotta per motivi mai chiariti, la coproduzione con la Turchia saltò e fu così che le riprese dovettero essere terminate in Italia. Klaus Kinski venne chiamato per recitare in altri film e così il regista fu costretto a terminare il film senza l'attore protagonista, utilizzando primi piani dell'attore girati in precedenza in alternanza con i campi lunghi/medi di una controfigura.
Nel film è presente una citazione omaggio del regista nei confronti dell'attore Ivan Rassimov: il nome del padre di Anna è appunto Ivan Rassimov, come è ben visibile sulla bara presente nel film.

## Distribuzione
Venne distribuito nelle sale cinematografiche italiane il 28 maggio 1974.
È stato trasmesso in televisione per la prima volta su Rete4 il 12 luglio 2019.

## Critica
Fantafilm scrive che "è una cupa storia gotica nella quale horror e fantamedicina si mescolano secondo una fortunata, ma ripetitiva formula del cinema degli anni '60."